# Smiling Fish 2009
Der Smiling Fish 2009 im Badminton fand vom 28. April bis zum 3. Mai 2009 in Trang statt.

## Sieger und Platzierte
| Disziplin    | Gold                                             | Silber                                    | Bronze                                        |
| ------------ | ------------------------------------------------ | ----------------------------------------- | --------------------------------------------- |
| Herreneinzel | Tanongsak Saensomboonsuk                         | Kashyap Parupalli                         | Pakkawat Vilailak                             |
| Herreneinzel | Tanongsak Saensomboonsuk                         | Kashyap Parupalli                         | Suppanyu Avihingsanon                         |
| Dameneinzel  | Porntip Buranaprasertsuk                         | Chanida Julrattanamanee                   | Sapsiree Taerattanachai                       |
| Dameneinzel  | Porntip Buranaprasertsuk                         | Chanida Julrattanamanee                   | Nitchaon Jindapol                             |
| Herrendoppel | Bodin Isara Maneepong Jongjit                    | Songphon Anugritayawon Nitipong Saengsila | Patipat Chalardchaleam Nuttaphon Narkthong    |
| Herrendoppel | Bodin Isara Maneepong Jongjit                    | Songphon Anugritayawon Nitipong Saengsila | Akshay Dewalkar Jishnu Sanyal                 |
| Damendoppel  | Porntip Buranaprasertsuk Sapsiree Taerattanachai | P. C. Thulasi Siki Reddy                  | Savitree Amitrapai Vacharaporn Munkit         |
| Damendoppel  | Porntip Buranaprasertsuk Sapsiree Taerattanachai | P. C. Thulasi Siki Reddy                  | Jirachaya Rachamontri Pijitjan Wangpaiboonkij |
| Mixed        | Patipat Chalardchaleam Savitree Amitrapai        | Thitipong Lapho Vacharaporn Munkit        | Ow Yao Han Lai Pei Jing                       |
| Mixed        | Patipat Chalardchaleam Savitree Amitrapai        | Thitipong Lapho Vacharaporn Munkit        | Maneepong Jongjit Rodjana Chuthabunditkul     |